# Gehyra
Gehyra és un gènere de sauròpsids (rèptils) escatosos de la família dels gecònids que inclou diverses espècies distribuïdes per regions càlides de gairebé tot el planeta.

## Taxonomia
- Gehyra angusticaudata (Taylor, 1963)
- Gehyra australis (Gray, 1845)
- Gehyra baliola (Duméril, 1851)
- Gehyra barea Kopstein, 1926
- Gehyra borroloola King, 1984
- Gehyra brevipalmata (Peters, 1874)
- Gehyra butleri Boulenger, 1900
- Gehyra catenata Low, 1979
- Gehyra dubia (Macleay, 1877)
- Gehyra fehlmanni (Taylor, 1962)
- Gehyra fenestra Mitchell, 1965
- Gehyra georgpotthasti Flecks, Schmitz, Böhme, Henkel & Ineich, 2012
- Gehyra interstitialis Oudemans, 1894
- Gehyra kimberleyi Börner & Schüttler, 1983
- Gehyra koira Horner, 2005
- Gehyra lacerata (Taylor, 1962)
- Gehyra lampei Andersson, 1913
- Gehyra lazelli (Wells & Wellington, 1985)
- Gehyra leopoldi Brongersma, 1930
- Gehyra marginata Boulenger, 1887
- Gehyra membranacruralis King & Horner, 1989
- Gehyra minuta King, 1982
- Gehyra montium Storr, 1982
- Gehyra mutilata (Wiegmann, 1834)
- Gehyra nana Storr, 1978
- Gehyra occidentalis King, 1984
- Gehyra oceanica (Lesson, 1830)
- Gehyra pamela King, 1982
- Gehyra papuana Meyer, 1874
- Gehyra pilbara Mitchell, 1965
- Gehyra punctata Fry, 1914
- Gehyra purpurascens Storr, 1982
- Gehyra robusta King, 1984
- Gehyra variegata (Duméril & Bibron, 1836)
- Gehyra vorax Girard, 1858
- Gehyra xenopus Storr, 1978